# Eddy Joosen

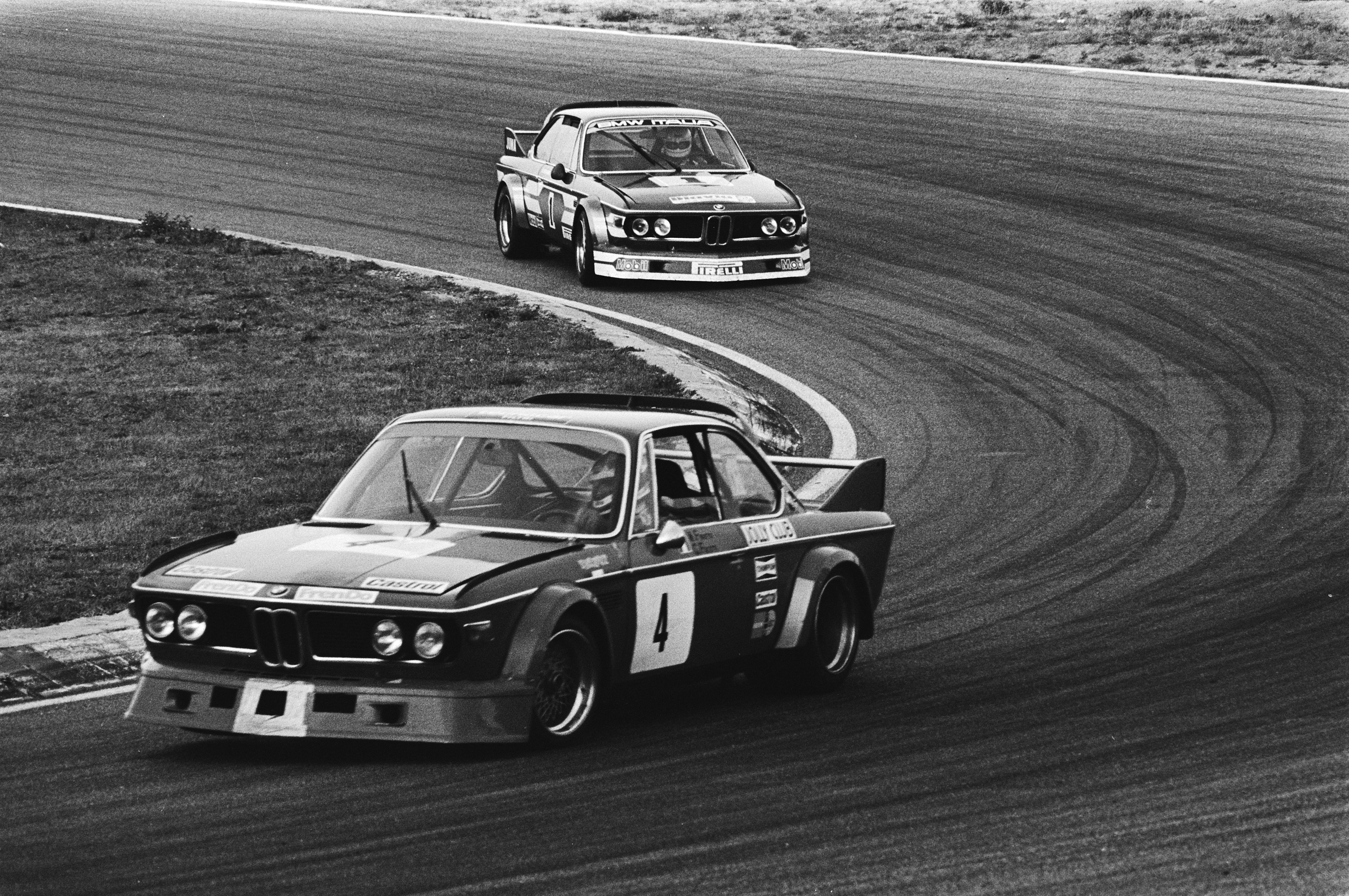
Der BMW 3.0 CSL von Umberto Grano und Eddy Joosen (hinten) beim 4-Stunden-Rennen von Zandvoort 1979

Eddy Joosen (* 23. April 1947 in Schoten) ist ein ehemaliger belgischer Automobilrennfahrer und Unternehmer.

## Karriere im Motorsport
Eddy Joosen war in den 1970er- und 1980er-Jahren ein bekannter und erfolgreicher Tourenwagen-Pilot. Zweimal konnte der die Gesamtwertung des wichtigsten Sportwagenrennen seines Heimatlandes, des 24-Stunden-Rennens von Spa-Francorchamps gewinnen. 1977 siegte er gemeinsam mit Jean-Claude Andruet auf einem BMW 530i. 1982 gewann er das Rennen mit seinen deutschen Partnern Armin Hahne und Hans Heyer. Dazu kamen die dritten Plätze 1989 (mit Frank Biela und Thomas Lindström im Ford Sierra RS500) und 1992 (mit Hahne und Bernard Béguin im BMW M3). 1979, 1980 und 1981 wurde er jeweils Zweiter.
1978 gewann er die RAC Tourist Trophy und bestritt Autorennen bis 1993. In seiner Karriere feierte er neun Gesamt- und vier Klassensiege.

## Unternehmer
Nach seiner Zeit als Rennfahrer stieg Joosen in den Kfz-Handel ein und führt eine Mercedes-Benz-Vertretung in Kontich.

## Statistik

### Le-Mans-Ergebnisse
| Jahr | Team         | Fahrzeug    | Teamkollege    | Teamkollege    | Platzierung | Ausfallgrund |
| ---- | ------------ | ----------- | -------------- | -------------- | ----------- | ------------ |
| 1977 | Luigi Racing | BMW 3.0 CSL | Tom Walkinshaw | Claude de Wael | Ausfall     | Motorschaden |

### Sebring-Ergebnisse
| Jahr | Team              | Fahrzeug   | Teamkollege  | Teamkollege     | Platzierung | Ausfallgrund |
| ---- | ----------------- | ---------- | ------------ | --------------- | ----------- | ------------ |
| 1981 | Z & W Enterprises | Mazda RX-7 | Marion Speer | Dirk Vermeersch | Rang 8      |              |

### Einzelergebnisse in der Sportwagen-Weltmeisterschaft
| Saison | Team                          | Rennwagen          | 1   | 2   | 3   | 4   | 5   | 6   | 7   | 8   | 9   | 10  | 11  | 12  | 13  | 14  | 15  | 16  | 17  |
| ------ | ----------------------------- | ------------------ | --- | --- | --- | --- | --- | --- | --- | --- | --- | --- | --- | --- | --- | --- | --- | --- | --- |
| 1978   | BMW Belgium                   | BMW 320            | DAY | SEB | MUG | TAL | DIJ | SIL | NÜR | LEM | MIS | DAY | WAT | VAL | ROD |     |     |     |     |
| 1978   | BMW Belgium                   | BMW 320            |     |     |     |     |     | 3   |     |     |     |     |     | DNF |     |     |     |     |     |
| 1979   | Juma                          | BMW 530            | DAY | SEB | MUG | TAL | DIJ | RIV | SIL | NÜR | LEM | PER | DAY | WAT | SPA | BRH | ROA | VAL | ELS |
| 1979   | Juma                          | BMW 530            |     |     |     |     |     |     |     |     |     | 2   |     |     |     |     |     |     |     |
| 1980   | Joosen Racing                 | BMW 530            | DAY | BRH | SEB | MUG | MON | RIV | SIL | NÜR | LEM | DAY | WAT | SPA | MOS | ROA | VAL | DIJ |     |
| 1980   | Joosen Racing                 | BMW 530            |     |     |     |     |     |     |     |     | 2   |     |     |     |     |     |     |     |     |
| 1981   | Z&W Enterprises Joosen Racing | Mazda RX-7 BMW 530 | DAY | SEB | MUG | MON | RIV | SIL | NÜR | LEM | PER | DAY | WAT | SPA | MOS | ROA | BRH |     |     |
| 1981   | Z&W Enterprises Joosen Racing | Mazda RX-7 BMW 530 | DNF | 8   |     |     |     |     |     |     |     |     |     | 2   |     |     |     |     |     |